# アマンダ・ロザリオ
アマンダ・ロザリオ（Amanda Rosario、1989年11月13日 - ）は、インドのヒンディー語映画、タミル語映画、マラーティー語映画で活動するイギリス系インド人女優。

## キャリア
ロンドン・イルフォード出身で、父はイギリス人、母はインド人である。アマンダはダンスと演技に興味を持ち、2006年にパフォーマンス・アート・カレッジに入学し、2008年からロンドンのアート・エデュケーション・スクールでダンス講師として働いた。その後はモデル活動を始め、パーフェクト・アジアンやピザハットなどの企業広告やテレビコマーシャルに起用された。2009年に『Love Aaj Kal』でディーピカー・パードゥコーン演じるヒロインの友人役を演じて映画デビューし、その後は舞台ミュージカルの振付師やフリーダンサーなどの仕事をこなした。
2013年にアクシャイ・クマール主演作『ワンス・アポン・ア・タイム・イン・ムンバイ2』でアイテム・ナンバーに起用され、これ以降女優活動を本格化した。2016年に『Saagasam』でヒロインに起用され、プラシャーントと共演した。2015年4月に同作の製作発表が行われるまで、アマンダの出自は極秘扱いになっていた。2018年に『Udanchhoo』でアイテム・ナンバーに起用され、プレーム・チョープラー、ラージニーシュ・ダッガルと共演した。

## フィルモグラフィー
- Love Aaj Kal（2009年）
- ワンス・アポン・ア・タイム・イン・ムンバイ2（英語版）（2013年）
- Grand Masti（2013年）
- Saagasam（2016年）
- Bhikari（2017年）
- Kaalakaandi（2018年）
- Udanchhoo（2018年）
- Fraud Saiyaan（2019年）
- ハウスフル4（英語版）（2019年）